# سعيد الزبدة
سعيد أنور خميس الزبدة مهندس كهرباء وأكاديمي فلسطيني كان رئيسًا للكلية الجامعية للعلوم التطبيقية في غزة إلى أن قُتل مع عدد من أفراد أسرته خلال قصف جوي إسرائيلي لمنزله في 31 ديسمبر (كانون الأول) عام 2023.

## حياته
وُلد الزبدة في حي الزيتون في مدينة غزة بقطاع غزة بفلسطين، ودرس هندسة الاتّصالات، ثم حصل على درجتي الماجستير والدكتوراه في هندسة الاتصالات الإلكترونية وهندسة الحاسوب من جامعة نوتنجهام بالمملكة المتحدة.

## مسيرته المهنية
عُين سعيد الزبدة عقب تخرجه بالكلية الجامعية للعلوم التطبيقية في غزة، وتدرج في المناصب بالكلية فتولى إدارة البرامج التنموية، ثم عُين رئيسًا لحاضنة يوكاس التكنولوجية، ثُم مُساعدًا لرئيس الكلية لشئون التنمية والتطوير، قبل أن يُعلن مجلس أمناء الكلية تعيينه رئيسًا جديدًا للكلية الجامعية للعلوم التطبيقية خلفًا لرفعت نعيم رستم.

## اغتياله
في 31 ديسمبر (كانون الأول) عام 2023، شنت القوات الإسرائيلية هجوما جويّا على حي الزيتون الواقع في مدينة غزة، وقصفت خلال الهجوم عددا من المباني والمنازل، وكان من بينها منزل سعيد الزبدة الذي قُتل مع عدد من أفراد أسرته نتيجة القصف الجوي الإسرائيلي. لم يكن سعيد زبدة هو الأكاديمي الفلسطيني الوحيد الذي قتلته القوات الإسرائيلية خلال الاجتياح الإسرائيلي لقطاع غزة في أعقاب عملية طوفان الأقصى، فلقد قُتل قبل ذلك سفيان تايه رئيس الجامعة الإسلامية في غزة مع جميع أفراد عائلته في المجزرة التي ارتكبها الجيش الإسرائيلي في منطقة الفالوجا في بلدة جباليا الواقعة شمال قطاع غزة.